# Џанин Гарофало
Џанин Гарофало (енгл. Janeane Garofalo; Њутон, 28. септембар 1964) је америчка глумица. Гарофалова је најпознатија по улози Бет Грифит у CBS-овој криминалистичкој серији Злочиначки умови: Понашање осумњиченог.

## Извори
1. ↑  Thompson, Clifford (2001). Current Biography Yearbook, 2001. New York : H.W. Wilson. p. 183.  0-8242-1056-5